# 乐浪站
樂浪站（韓語：락랑역）是朝鮮民主主義人民共和國平壤樂浪區域的一個鐵路車站，属于樂浪線。

## 邻近车站
樂浪線
力浦站 - 樂浪站